# 瑞庐
29°53′40″N 121°47′58″E / 29.894403°N 121.799407°E
瑞庐是中国浙江省宁波市一处名人故居，位于北仑区大碶街道太白社区东街140号，是香港航运业巨头顾宗瑞的故居。自建屋为20世纪30年代所建的三合院，为中西合璧风格，分为瑞庐、夏房大屋厍头间两部分。祖传屋建于晚清，为木结构平屋。2014年，顾氏家族曾出资对瑞庐进行修缮。2017年1月，瑞庐成为浙江省文物保护单位。